# 柳庄乡
柳庄乡，是中华人民共和国河南省新乡市卫辉市下辖的一个乡镇级行政单位。

## 行政区划
柳庄乡下辖以下地区：
柳庄村、蒋庄村、金庄村、焦浩屯村、南唐庄村、枣林村、虎头庄村、李进宝屯村、董庄村、西王彦士屯村、王彦士屯村、边庄村、许屯村、栗寨村、吕绪屯村、大张庄村、庞庄村、八里庄村和小任庄村。